# حافظ محمد باشا الجركسي
حافظ محمد باشا الجركسي (بالتركية: Hafız Mehmed Paşa)‏ هو سياسي عثماني، تولى منصب والي البوسنة.

## مناصبه
تولى المناصب التالية:
- والي البوسنة (1850–1850)
- سرعسكر (1842–1843)